# نیو-وهل
نیو-وهل (به هلندی: Nieuw-Wehl) یک منطقهٔ مسکونی در هلند است که در دوتینخم واقع شده‌است. نیو-وهل ۵۰۰ نفر جمعیت دارد.